# Phil Walker-Harding
Phil Walker-Harding (Wollongong, 1981) è un autore di giochi australiano. È noto, tra le altre cose, per il gioco da tavolo Imhotep, nominato per il premio Spiel des Jahres nel 2016.

## Biografia
Phil Walker-Harding inizia a sviluppare giochi a metà degli anni 2000 e nel 2007 autopubblica il suo primo gioco, Archaeology, di cui in seguito sviluppa un'espansione e un'implementazione come gioco di carte, Archaeology: the card game.
Nel 2010 presenta due suoi giochi al Premio Archimede, premio italiano rivolto a giochi da tavolo inediti, organizzato da Studiogiochi: Builders of Egypt e Cacao, che si piazzano rispettivamente al secondo e terzo posto.
Nel 2013 il suo gioco di carte Sushi Go! ottiene un grande successo internazionale.
Nel 2015 Cacao viene pubblicato in Germania da Abacus Spiele e ottiene la candidatura in diversi importanti premi ludici: Spiel des Jahres e Deutscher Spiele Preis.
Nel 2016 realizza Sushi Go Party, una versione party di Sushi Go! e pubblica, con il titolo Imhotep, il prototipo Builders of Egypt del 2010: il gioco è tra i nominati per il premio Spiel des Jahres.
Nel 2017 pubblica Bärenpark, che nello stesso anno vince il premio Spiel der Spiele.

## Ludografia
I principali giochi di Phil Walker-Harding:
- 2007
  - Archaeology;
  - Archaeology: the card game;
- 2011 - Dungeon Raiders;
- 2013 - Sushi Go!;
- 2015 - Cacao;
- 2016
  - Sushi Go Party!;
  - Imhotep;
  - Archaeology: The New Expedition;
- 2017 -  Bärenpark;
- 2018
  - La Casa di Pan di Zenzero;
  - Gizmos;
  - Imhotep: The Duel;
  - Silver & Gold;
- 2019
  - Sushi Roll;
  - Adventure Games (con Matthew Dunstan)
    - Adventure Games: The Dungeon;
    - Adventure Games: Monochrome Inc.;
    - Adventure Games: The volcanic island;
- 2020
  - Adventure Games: The Grand Hotel Abaddon;
  - Cloud City;
- 2021
  - Explorers;
  - Llamaland;
  - Summer Camp;

## Premi e riconoscimenti
- Spiel des Jahres
  - 2015 - Cacao: gioco raccomandato[6];
  - 2016 - Imhotep: gioco nominato[1];
- Deutscher Spiele Preis
  - 2015 - Cacao: 7º classificato;
  - 2016 - Imhotep: 8º classificato;
- Spiel der Spiele
  - 2015 - Cacao: gioco per famiglie raccomandato;
  - 2017 - Bear Park: vincitore;
  - 2019 - Silver & Gold: gioco di successo per famiglie
- Gioco dell'Anno
  - 2019 - Gizmos: gioco nominato;
- Juego del Año
  - 2015 - Cacao: gioco raccomandato;
- Boardgames Australia Awards
  - 2018 - Premio alla carriera[8];